# Al-Abbas (misil)
El misil al-Abbas era un misil balístico de corto alcance iraquí, superficie-superficie, que era una versión de mayor alcance del misil Al Hussein diseñado para alcanzar la mayor parte de Oriente Medio, incluido el Estrecho de Ormuz. También era un derivado del misil Scud.

## Historial
Los misiles Scud obtenidos por Irak durante la guerra Irán-Irak de los años 1980 no resultaron útiles ya que el alcance de los misiles era de sólo 300 km (190 millas) y no podían llegar a la capital iraní, Teherán. Los iraquíes luego desarrollarían el misil Al-Hussein y más tarde fabricarían el misil al-Abbas que tendría un alcance aún mayor. En abril de 1988, el misil fue probado con éxito, los informes sugieren que los iraquíes lograron su alto alcance de 800 km (500 millas) aumentando la capacidad de combustible, alargando el tamaño de los tanques de combustible, canibalizando tanques de oxidante y propulsor de otros Scuds y disminuyendo la carga útil regular de Scud de 800 a 140 kg (1760 a 310 lb). Sin embargo, los iraquíes no lo usaron más tarde debido a la mala guía de los misiles y la inestabilidad del vuelo. Aún se desconoce si este misil alcanzó el estado operativo y fue almacenado o no.